# Eubaphe biseriata
Eubaphe biseriata là một loài bướm đêm trong họ Geometridae.